# Caribbean Shores
Caribbean Shores – jednomandatowy okręg wyborczy w wyborach do Izby Reprezentantów, niższej izby parlamentu Belize. Obecnym reprezentantem tego okręgu jest polityk Zjednoczonej Partii Demokratycznej Santiago Castillo.
Okręg Caribbean Shores znajduje się dystrykcie Belize w północnej części miasta Belize City. 
Utworzony został w roku 1984, jako jeden z dziesięciu nowych okręgów wyborczych powstałych na potrzeby pierwszych wyborów w niepodległym Belize.

## Posłowie
| Rok   | Poseł             |  | Partia |
| ----- | ----------------- |  | ------ |
| 1984  | Manuel Esquivel   |  | UDP    |
| 1989  | Manuel Esquivel   |  | UDP    |
| 1993  | Manuel Esquivel   |  | UDP    |
| 1998  | Jose Coye         |  | PUP    |
| 2003  | Jose Coye         |  | PUP    |
| 2008. | Carlos Perdomo    |  | UDP    |
| 2012  | Santiago Castillo |  | UDP    |